# 1157
| 1157               |
| ------------------ |
| Dødsfald - Fødsler |
| • Begivenheder     |

| Gregoriansk kalender | 1157 MCLVII             |
| Ab urbe condita      | 1910                    |
| Armensk kalender     | 606 ԹՎ ՈԶ               |
| Kinesiske kalender   | 3853 – 3854 丙子 – 丁丑 |
| Etiopisk kalender    | 1149 – 1150             |
| Jødisk kalender      | 4917 – 4918             |
| Hindukalendere       |                         |
| - Vikram Samvat      | 1212 – 1213             |
| - Shaka Samvat       | 1079 – 1080             |
| - Kali Yuga          | 4258 – 4259             |
| Iransk kalender      | 535 – 536               |
| Islamisk kalender    | 552 – 553               |

Konge i Danmark: Svend 3. Grathe, Knud 5. 1146-1157 , Valdemar 1. den Store 1146-1182
Se også 1157 (tal)

## Begivenheder
- 9. august - blodgildet i Roskilde, hvor Kong Svend V Magnussen dræber Knud III
- 23. oktober - slaget på Grathe Hede

## Født
- 8. september – Richard Løvehjerte, konge af England.

## Dødsfald
- Knud 5. dræbes ved Svend 3. Grathes "forsoningsfest" i Roskilde
- Svend 3. Grathe dræbes i Slaget på Grathe Hede